# Mémoires de l'Académie Imperiale des Sciences de St. Pétersbourg. Avec l'Histoire de l'Académie
Mémoires de l'Académie Imperiale des Sciences de St. Pétersbourg. Avec l'Histoire de l'Académie (abreviado Mém. Acad. Imp. Sci. St. Pétersbourg Hist. Acad.) fue una revista ilustrada con descripciones botánicas que fue editada por la Academia Imperial de las Artes. se publicaron 11 volúmenes en los años 1809 - 1830. 